# Триглиф

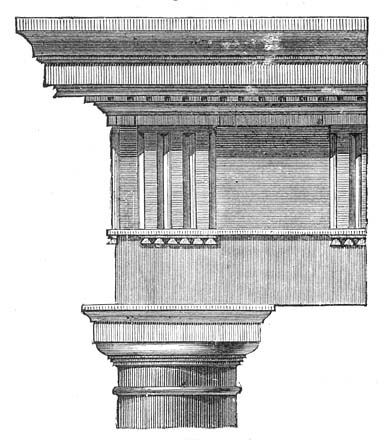
Триглиф на фризе дорического ордера

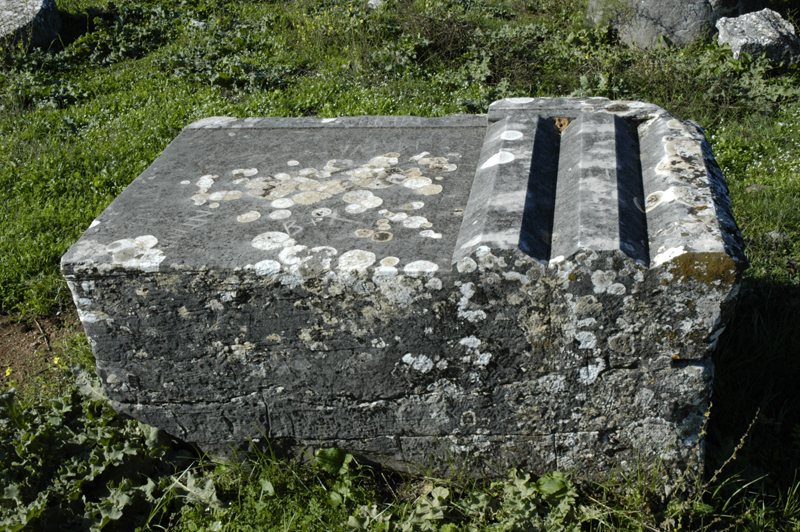
Триглиф и метопа

Триглиф (τρίγλυφος, от tri — три и glyphō — режу, вырезаю) — в архитектуре элемент фриза дорического ордера, представляющий собой вертикальную каменную плиту с тремя врезами (вертикальными нарезками; две полных и две «половинки» по сторонам). Триглифы чередуются с метопами. С расстояния триглифы выглядят как три вертикальные рейки. Отсюда возникло предположение, связанное с теорией происхождения каменной конструкции из деревянной. Триглифы могли представлять собой вертикальные рейки, которые прибивали к торцам балок перекрытия, некрасиво выходящих на фасад здания над архитравом, который также в древности представлял собой горизонтальную балку, уложенную на капители колонн. Триглифы имели и конструктивное значение: они поддерживали выносные плиты карниза — мутулы. Под триглифами располагается «полочка» — тения и регулы с гуттами («каплями»). Триглифы помещают на фризе попеременно по осям колонн и интерколумниев, а также для «зрительной прочности» по углам здания (так называемые угловые триглифы). По этой причине нарушалась равномерность чередования триглифов и метоп. Древние эллины предпочитали сужать крайние междустолпия (угловая контракция: сближение колонн к углам здания), нарушая мерность расстановки колонн, но сохраняя регулярность фриза. Римляне поступали иначе: для них важнее была равномерность колоннад, и углы фриза чаще замыкали вплотную метопами с двух сторон. Дорический фриз иначе называют триглифионом, или триглифо-метопным порядком. В ионическом, коринфском и композитном ордерах такой порядок (чередование метоп и триглифов) отсутствует.